# Marina Ginestà i Coloma
Marina Ginestà i Coloma (Tolosa, 29 de gener de 1919 - París, 6 de gener de 2014) fou una periodista, escriptora, intèrpret i militant antifeixista catalana. Destacà com a protagonista d'una fotografia icònica de la Guerra Civil espanyola, que li feu Hans Gutmann (Juan Guzmán) el 21 de juliol del 1936 a la terrassa de l'Hotel Colón de Barcelona quan ella tenia 17 anys, en el paper de miliciana antifeixista i revolucionària, militant del PSUC i les JSUC.
Durant la Guerra Civil va treballar com a periodista de diversos mitjans de comunicació republicans, així com de traductora (és a dir, intèrpret) del corresponsal del diari soviètic Pravda, Mikhaïl Koltsov.
El 1976 va publicar dues novel·les que van guanyar sengles premis literaris: el Fastenrath dels Jocs Florals de Barcelona del 1977 per Els antípodes (Dopesa), també finalista del premi Joan Estelrich del 1976; i el premi Salvador Seguí dels Jocs Florals de la Llengua Catalana a l'exili del 1977 per En vindran d'altres (1976).

## Biografia
Va néixer el 29 de gener de 1919 a la ciutat occitana de Tolosa. Pertanyia a una família obrera de llarga trajectòria reivindicativa. Era filla de dos sindicalistes: Bruno Ginestà, secretari del comitè d'enllaç CNT-UGT de Catalunya, i Empar Coloma, membre de l'Agrupació Femenina de Propaganda Cooperativista. La seva àvia materna, Micaela Chalmeta, va ser una pionera del feminisme i del cooperativisme a Catalunya. El 1930 la família es va traslladar a Barcelona i aviat va entrar a formar part de les joventuts comunistes.
El 1936 era militant de les Joventuts Socialistes Unificades de Catalunya (JSUC), formades per la fusió de les organitzacions juvenils comunistes i socialistes de Catalunya l'abril d'aquell any. Al costat d'altres companys de les JSUC, va col·laborar en l'organització de l'Olimpíada Popular, jocs esportius que s'havia de celebrar com a resposta als Jocs Olímpics de Berlín al juliol d'aquest any. Va participar en els combats que tingueren lloc a Barcelona, amb el seu germà Albert, durant la revolta fallida de la guarnició barcelonina el 18 i 19 de juliol. Durant els combats, els feixistes es van atrinxerar a l'Hotel Colón, situat a la plaça de Catalunya. Després de la seva rendició, les JSUC van confiscar l'edifici, que posteriorment fou la seu del Partit Socialista Unificat de Catalunya (PSUC), creat el 23 de juliol. És en aquest edifici on Juan Guzmán va prendre la fotografia que li va donar rellevància.
Maria Ginestà no va entrar en combat durant la guerra. Va treballar com a periodista i traductora. Després de l'arribada a Barcelona de Mikhaïl Koltsov, corresponsal del diari soviètic Pravda i agent de Stalin a l'estat espanyol, a primers d'agost, el secretari general del PSUC, Joan Comorera, la va assignar a Koltsov com a intèrpret. Per assistir a l'entrevista entre el periodista i el dirigent anarquista Buenaventura Durruti, que es feu a Bujaraloz (Aragó), al front aragonès el 14 d'agost. Diverses fotografies de Guzmán mostren Ginestà, identificada com a «Jinesta» al costat de Koltsov durant la trobada amb el líder anarquista. Segons Ginestà, el to de l'entrevista fou crític amb Stalin i aquest fet hauria estat la causa de la mort de tots dos. Durruti va morir en circumstàncies no aclarides al novembre, a Madrid, durant el setge a la ciutat; Koltsov va ser cridat a Moscou el 1937, denunciat durant la Gran Purga de 1938 i executat el 1940. En l'obra que va publicar sobre la guerra civil, Diario de la guerra de España, Koltsov cita Ginestà com un dels exemples de l'emancipació de la dona lluitadora: «Marina Ginestà, callada, atenta, amb els cabells tallats com un noi, combatent a les barricades de la plaça de Colón, conscienciosa mecanògrafa i traductora».
Durant el seu període com a periodista a la rereguarda, Ginestà va definir la seva tasca de la manera següent:
| « | Érem periodistes i la nostra professió era que no decaigués mai la moral, difoníem el lema de Juan Negrín: «amb pa o sense pa, resistir». I ens ho crèiem. | » |

L'entusiasme de lluita i victòria va quedar reflectit en les seves paraules, en una entrevista realitzada l'any 2008 per l'agència Efe:
| « | La joventut, les ganes de guanyar, les consignes... jo me les prenia seriosament. Creia que si resistíem guanyàvem. Teníem la sensació que la raó estava amb nosaltres i que acabaríem guanyant la guerra, mai no vam pensar que acabaríem les nostres vides a l'estranger ... / ... La decepció de la derrota, el record «dels companys que es quedaven enrere, molts d'ells afusellats», es barrejava llavors amb el somni que les democràcies europees vencessin al feixisme en la recentment iniciada Guerra Mundial. | » |

El final de la contesa la va sorprendre al port d'Alacant, i va ser reclosa en un camp de concentració. Després de dos mesos d'empresonament, va aconseguir fugir de l'Espanya franquista. Va arribar amb el canell ferit a Montpeller, on va rebre tractament. En el pas dels Pirineus va morir la seva parella, pocs dies abans que Ginestà es retrobés amb els seus pares. Amb l'ocupació nazi de França va abandonar Europa rumb a Mèxic. No obstant això, el seu destí final va ser la República Dominicana, on es va casar amb el seu primer marit, que va conèixer en el viatge. El 1946 es va veure obligada a abandonar el país per la persecució del dictador Rafael Trujillo. Després de recalar a Veneçuela amb els seus pares, el 1952 es va casar en segones núpcies amb un diplomàtic belga amb qui va tornar a Barcelona a la dècada de 1960, on romandria fins a començaments dels setanta, i hi publicaria dues novel·les en català, quan es va traslladar a París, i hi romangué fins al dia de la seva mort, el 6 de gener de 2014.

## Fotografia de Juan Guzmán

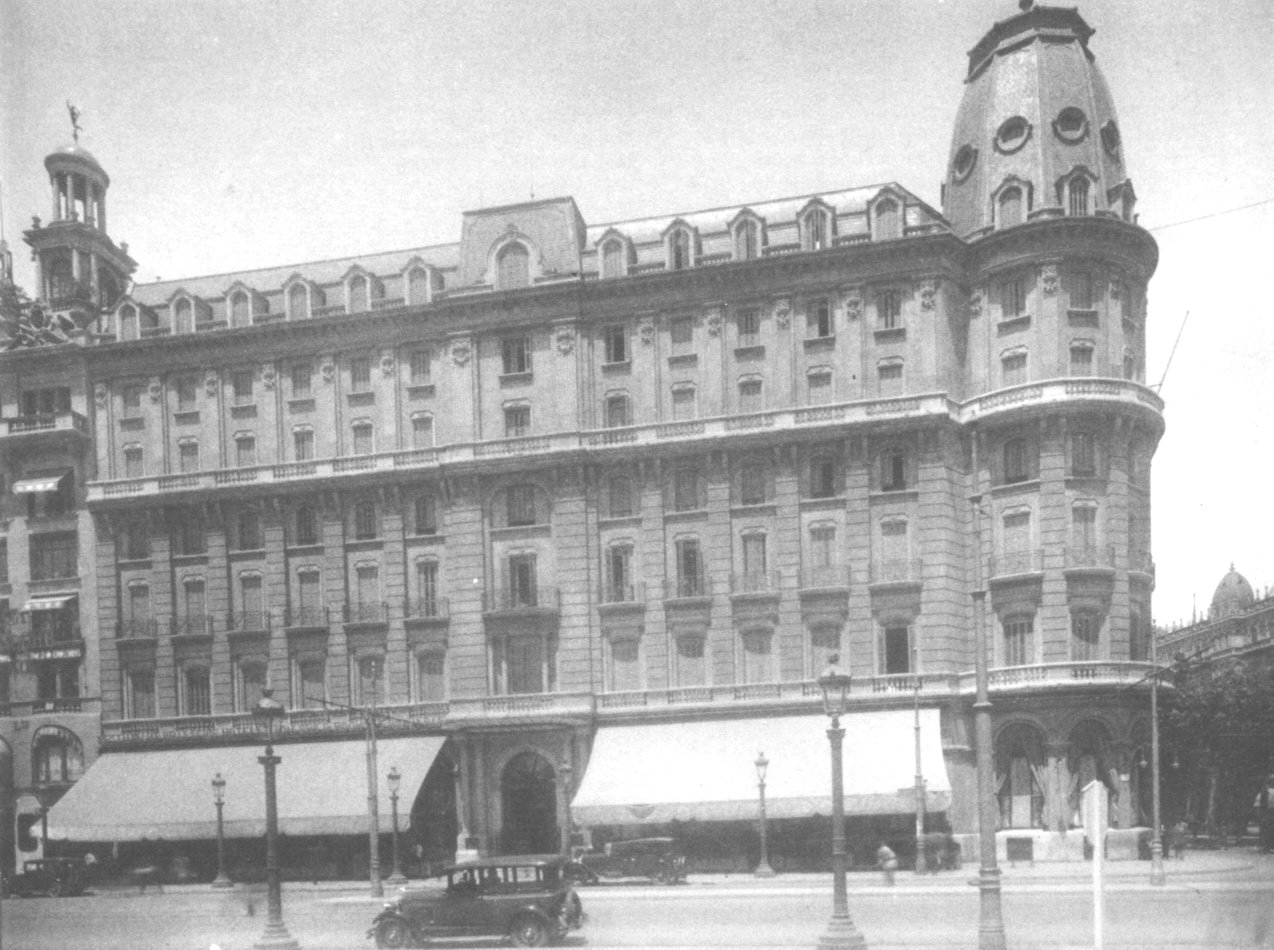
Hotel Colón de Barcelona el 1916. A la seva terrassa es va prendre la icònica fotografia de Marina Ginestà

El juliol del 1936, durant la fallida revolta a Barcelona, algunes unitats militars arribades a la plaça de Catalunya es van atrinxerar a l'Hotel Colón. Després de la seva rendició el dia 19, només el personal va romandre a l'hotel (els clients, estrangers en gran part, havien abandonat l'establiment), el qual van confiscar les JSUC. Tal com va narrar Ginestà en una entrevista a TVE, durant els primers dies, els nous ocupants de l'edifici van viure «d'una manera burgesa» a l'hotel fins que es van acabar les provisions. Fins a l'Hotel Colón va acudir el fotògraf Hans Gutmann, que va castellanitzar el seu nom a Juan Guzmán. En el moment en què es va prendre la foto, el 21 de juliol, Ginestà tenia 17 anys. Li van dir que pugés amb el fotògraf a la terrassa de l'hotel acompanyada amb un fusell, prestat per a l'ocasió, que havia de tornar un cop s'haguessin pres les fotos. Tal com va assenyalar Ginestà, «als 17 anys no estava en condició de fer la guerra». Excepte en aquesta foto, no va tornar a empunyar una arma. En paraules de la mateixa Ginestà:
| « | És una bona foto, reflecteix el sentiment que teníem en aquell moment […] Diuen que a la foto tinc una mirada captivadora. És possible, perquè convivíem amb la mística de la revolució del proletariat i les imatges de Hollywood, de Greta Garbo i Gary Cooper. | » |

Ginestà no va conèixer l'existència de la foto fins a pocs anys abans de morir. Després de ser adquirida, juntament amb la resta de l'arxiu de Juan Guzmán sobre la Guerra Civil espanyola, Teresa Miranda, vídua del fotoperiodista germanomexicà des de 1987, la foto va romandre sense més senyes als arxius de l'agència. El 2002 es va utilitzar per il·lustrar la portada del llibre Trece rosas rojas de Carlos López Fonseca. El 2006, un documentalista d'EFE, Julio García Bilbao, va aconseguir descobrir la identitat de la miliciana després d'analitzar el Diario de la guerra de España, de Koltsov, i investigar a l'Arxiu General de la Guerra Civil espanyola de Salamanca. Fou García Bilbao qui l'any 2008 va localitzar i es va posar en contacte amb Marina Ginestà, la qual tenia llavors 89 anys.
El jardí vertical de la Plaça de les Dones del 36 a Barcelona retrata Marina Ginestà mitjançant una il·lusió òptica.